# Wilajet andiżański
Wilajet andiżański (uzb. Andijon viloyati / Андижон вилояти) – jeden z 12 wilajetów Uzbekistanu. Jest to najdalej na wschód wysunięty obwód kraju. Siedzibą jest Andiżan.

## Historia

### Okręg andiżański (1926–1930)
W latach 1926–1930, na tym terenie istniał okręg andiżański (Андижанский округ) w nowo utworzonej Uzbeckiej SRR. W 1929 r. okręg został podzielony na 12 okręgów: Andiżan, Aravan, Assake, Balykchi, Jalal-Kuduk, Izbaskent, Kassan-Sai, Kurgan-Tepe, Naryn, Shaarikhan, Shur-Kurgan, Yangi-Kurgan.
Ludność okręgu w 1926 r. liczyła 794,3 tys. osób. Spośród nich Uzbecy - 593 140; Kirgizi - 46 274; Kipczacy - 27 857; Turcy - 18 437; Rosjanie - 15 884; Karakalpaki - 14 043; Tatarzy - 2476; Tadżykowie - 28 249.
30 lipca 1930 okręg andiżański, podobnie jak większość innych okręgów ZSRR, został zniesiony i bezpośrednie podporządkowany Uzbeckiej SRR.

### Obwód andiżański (1941–1991)
6 marca 1941  utworzono obwód andiżański (ros. Андижа́нская о́бласть) na mocy Dekretu Prezydium Rady Najwyższej ZSRR jako część Uzbeckiej SRR poprzez oddzielenie od obwodu fergańskiego.
Początkowo region obejmował rejony aimski, ałtyn-kulski, andiżański, bałychiński, woroszyłowski, dżalal-kudukski, izbaskeński, leniński, machmacki, pachtaabadski, staliński, chodziabadski oraz miasta podporządkowania regionalnego Andiżan i Lenińsk. W 1943 r. powstały rejony chałdywanbecki i chinabadzki, w 1950 r. boski, a w 1953 r. bułakbaszyński, kurgańsko-tepski i moskiewski. W 1959 r. zniesiono rejon moskiewski.
W 1960 r. rejony namangański, naryński, ujczyński, uczkurgański, jangikurgańsk i miasto podporządkowania regionalnego Namangan zostały włączone do obwodu andiżańskiego ze zlikwidowanego obwodu namangańskiego.
W 1961 r. rejon woroszyłowski został przemianowany na iliczewski, a staliński na moskiewski. Rejony kasanajski, turakurgański i chustski zostały przeniesione z obwodu fergańskiego do obwodu andiżańskiego. W grudniu 1962 r. zlikwidowano rejony aimski, ałtyn-kulski, boski, bułakbaszyński, dżalal-kudukski, iliczewski, kasanajski, leniński, naryński, pachtaabadski, turakurgański, ujczyński, chałdywanbecki i chinabadzki. W 1964 r. powstały rejony boski i zadariański. W 1965 r. rejon marchamacki przemianowano na leniński. W 1967 r. utworzono rejon ujczyński. W tym samym roku regiony zadariański, namangański, ujczyński, uczkurgański, chustski i janikurgański oraz miasto Namangan zostały przeniesione do restytuowanego obwodu namangańskiego. W 1970 roku odtworzono rejony marchamacki i pachtaabadski, w 1973 - dżalal-kudukski i komsomołabadski, w 1978 - ałtyn-kulski. W 1972 r. status miasta podporządkowania regionalnego otrzymał Sowietabad, a w 1994 - Szachrychan.

### Wilajet andiżański
W 1992 roku utworzono rejon bułakbaszyński. W 2003 region został odznaczony Orderem Emira Timura.